# Erching (Hallbergmoos)

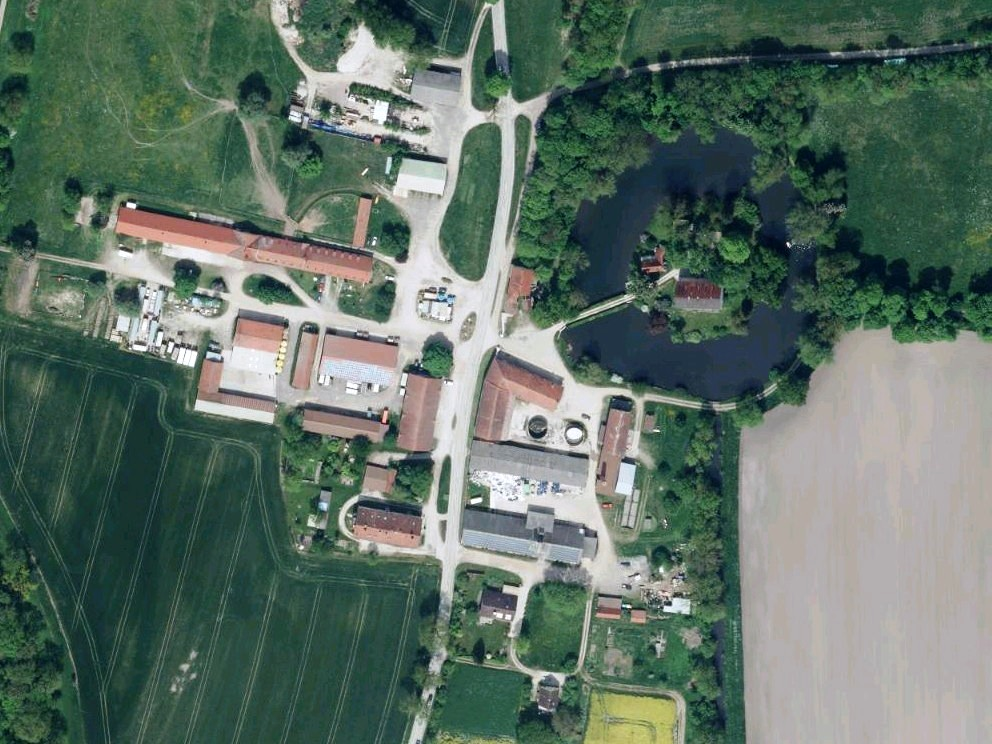
Luftbild von Erching, oben rechts (Nordost) die Insel mit Schloss und Kapelle

Erching ist ein Gemeindeteil der Gemeinde Hallbergmoos im oberbayerischen Landkreis Freising.

## Geographie
Der Weiler Erching liegt östlich der Isar auf dem Isarhochufer. Der Ort grenzt im Nordwesten an den Gemeindeteil Mintraching (Grüneck) der Gemeinde Neufahrn bei Freising und im Süden an den Gemeindeteil Fischerhäuser der Gemeinde Ismaning. Durch den Ort führt die Staatsstraße 2053.

## Geschichte von Erching

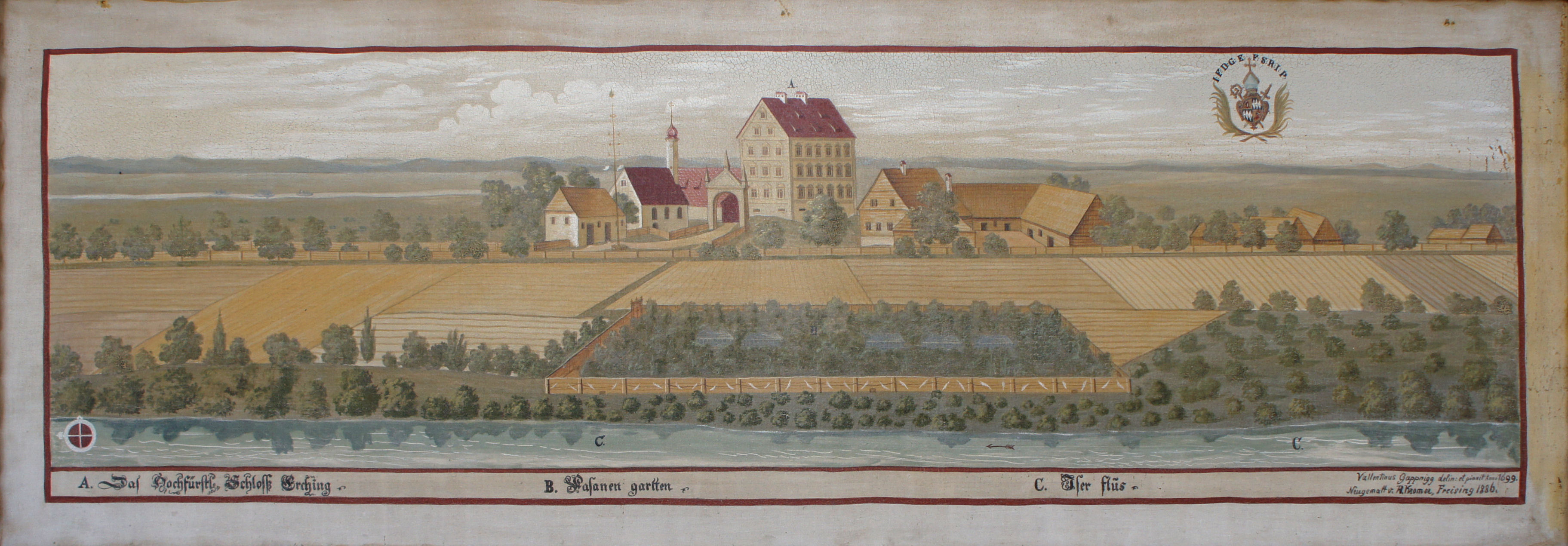
Schloss Erching 1699 auf einem Gemälde im Fürstengang Freising

Erching ist einer der ältesten urkundlich erwähnten Orte im Landkreis Freising. Im Jahre 750 schenkte die Familie Fagana Erching dem Freisinger Bischof Joseph von Verona (748–764). Der spätere Freisinger Bischof Atto verfasste den Schenkungsbrief, der von Herzog Tassilo beurkundet wurde. Bis zur Säkularisation gehörte Erching dem Hochstift Freising.
Das älteste Urbar des Hochstifts um 1180 gibt Auskunft über die landwirtschaftliche Nutzung Erchings. In der 1315/16 entstandenen Konradinischen Matrikel ist eine Kapelle aufgeführt, ein Schloss ist um 1400 erstmals urkundlich bezeugt.

## Bauwerke

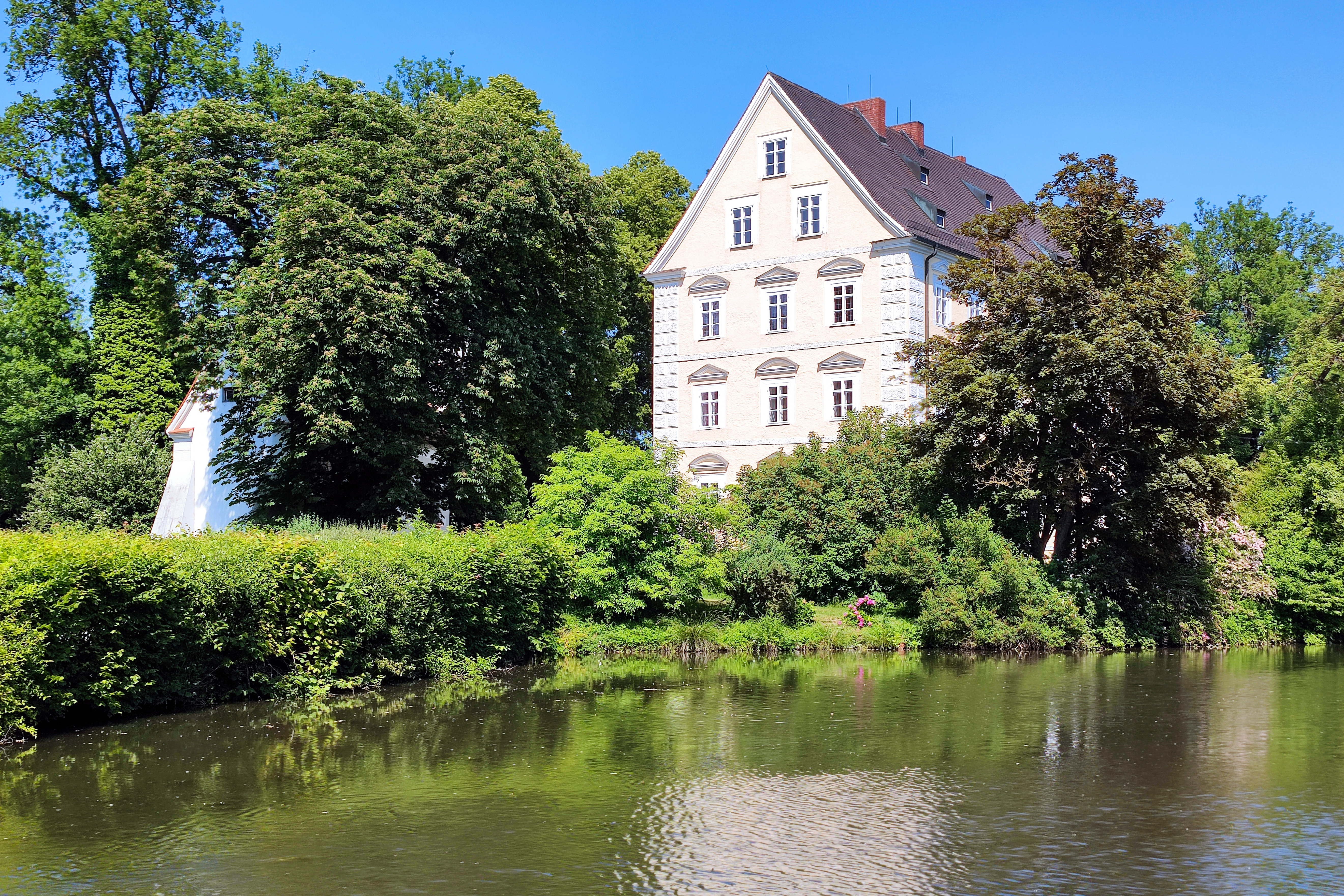
Schloss Erching

Die bedeutendsten Bauwerke sind das auf einer vom Schwaigbach umflossenen Insel liegende Schloss Erching mit der freistehenden Schlosskapelle St. Walburga.
Östlich des Schlosses liegt das Gelände des ehemaligen Senders Erching.